# پترو رابغ
پترو رابغ (به عربی: بترو رابغ) شرکت نفت و گاز عربستانی است، که در زمینه پالایش نفت و گاز، همچنین تولید محصولات پتروشیمی، نفتا، نفت سفید، بنزین و سوخت دیزل فعالیت می‌کند.
شرکت پترو رابغ در سال ۲۰۰۵ از مشارکت شرکت سعودی آرامکو و شرکت ژاپنی سومیتومو کمیکال تأسیس شد.
دفتر مرکزی این شرکت در شهر رابغ، عربستان سعودی قرار دارد و بخشی از سهام آن در بازار بورس تداول معامله می‌شود.